# Mohamed Bouazizi
Mohamed Bouazizi (arabă محمد البوعزيزي; n. 29 martie 1984, Sidi Bouzid – d. 4 ianuarie 2011, Ben Arous) a fost un negustor de zarzavaturi din Tunisia. El s-a auto-incendiat în ziua de 17 decembrie 2010 și a murit la data de 4 ianuarie 2011. Bouazizi a fost unul dintre cei care a contribuit la izgonirea președintelui Tunisiei Zine El Abidine Ben Ali și la izbucnirea protestelor în lumea arabă,  care a cuprins Africa de Nord și Orientul Mijlociu.